# Johan Jakob von Schultzenhielm
Johan Jakob von Schultzenhielm, tidigare Schultzen, född 14 maj 1684 i Stettin, Svenska Pommern, död  1751 på Äggeby i Östra Husby socken, Östergötlands län, var en ryttmästare vid Östgöta kavalleriregemente. Adlad 12 mars 1717 till von Schultzenhielm.

## Biografi
Schultzenhielm blev major 1747. Han dog barnlös 1751 på Äggeby och slöt sin adliga ätt.  Gift med Catharina Scheibe som var dotter till kronofogden i Björkekinds och Lysings härader Henrik Wendelsson Scheibe och Birgitta Nilsdotter Cedermarck. 